# オズヴィル＝オーベルボスク
オズヴィル＝オーベルボスク（仏: Auzouville-Auberbosc）は、フランスのノルマンディー地域圏、セーヌ＝マリティーム県の旧コミューン。2017年1月1日、周辺の6コミューンと合併し、コミューン・ヌーヴェルであるテール・ド・コーとなった。

## 地理
コー地域に位置し、フォヴィル＝アン＝コー小郡に属す。ル・アーヴルとルーアンともに40kmほどの距離がある。南ではA29高速道路が東西に走っている。北東でリカルヴィルと、南東でフカールと、南西でボルヴィルと、西でイェブルロンとそれぞれ接する。

## 歴史
オズヴィル村とオーベルボスク村が1828年に合併して誕生した。

## 行政
- 首長 - マルセル・テリ（Marcel Thery、2001年3月から）

議会は首長も含め11人で構成される。

## 人口の推移[1]
| 1962年 | 1968年 | 1975年 | 1982年 | 1990年 | 1999年 | 2007年 |
| ------ | ------ | ------ | ------ | ------ | ------ | ------ |
| 230    | 187    | 179    | 202    | 258    | 258    | 263    |

## 観光スポット
- オズヴィル村にある16世紀と18世紀に建造された聖レジェ教会

## ゆかりの人物
- オズヴィルのジョフロアとオズヴィルのエヌカン - 1402年のジャン・ド・ベタンクールによるカナリア諸島征服の参加者